# Hébélome échaudé
Hebeloma crustuliniforme · Hébélome croûte-de-pain
Espèce
Hebeloma crustuliniforme, l'Hébélome échaudé,, ou plus littéralement, l'Hébélome croûte-de-pain, du latin crustulum (« petit gâteau »), dérivé de crusta (« croûte »), est une espèce de champignons basidiomycètes, de la famille des Strophariacées.

## Taxinomie et Nomenclature

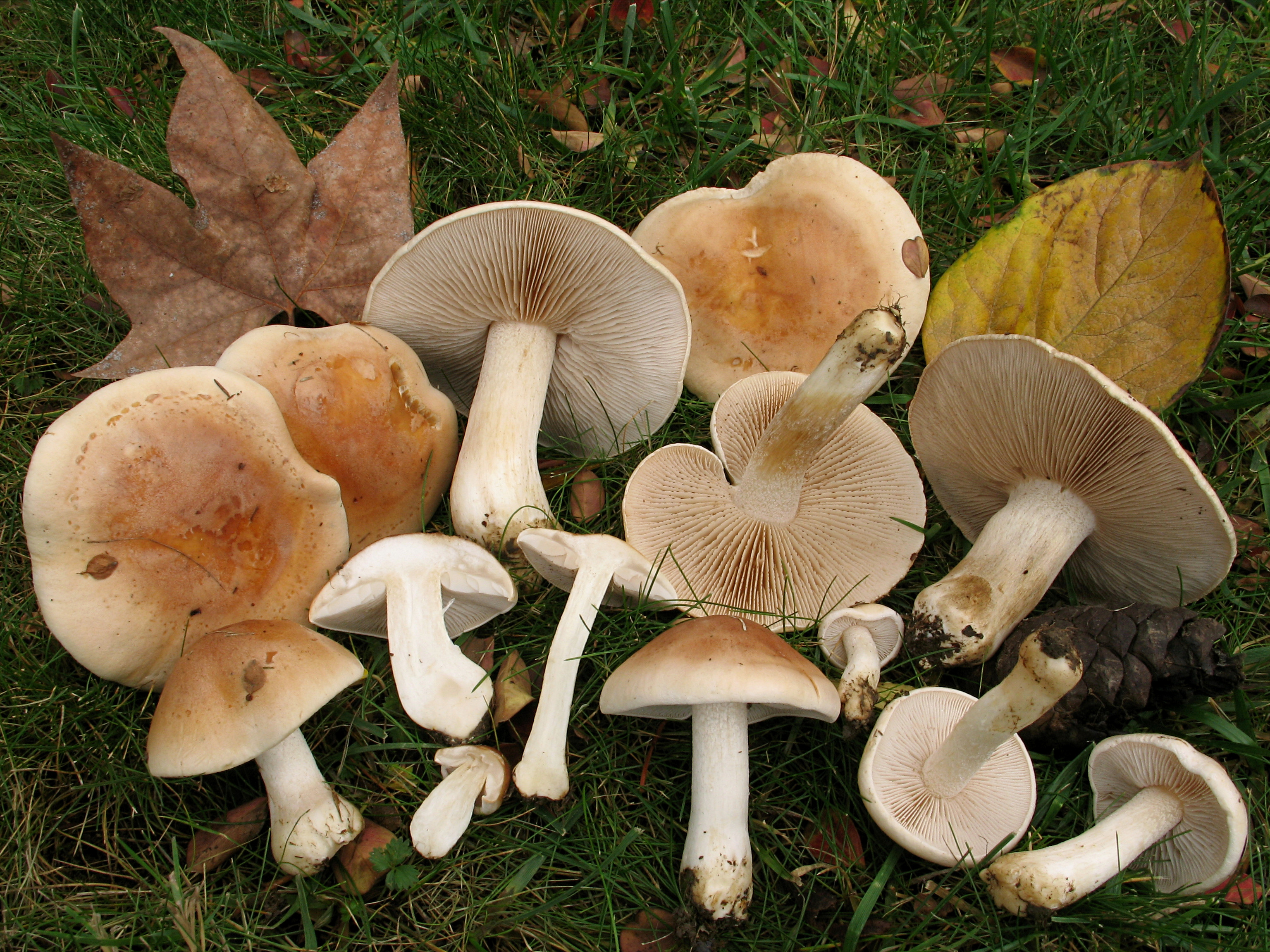
Hebeloma crustuliniforme

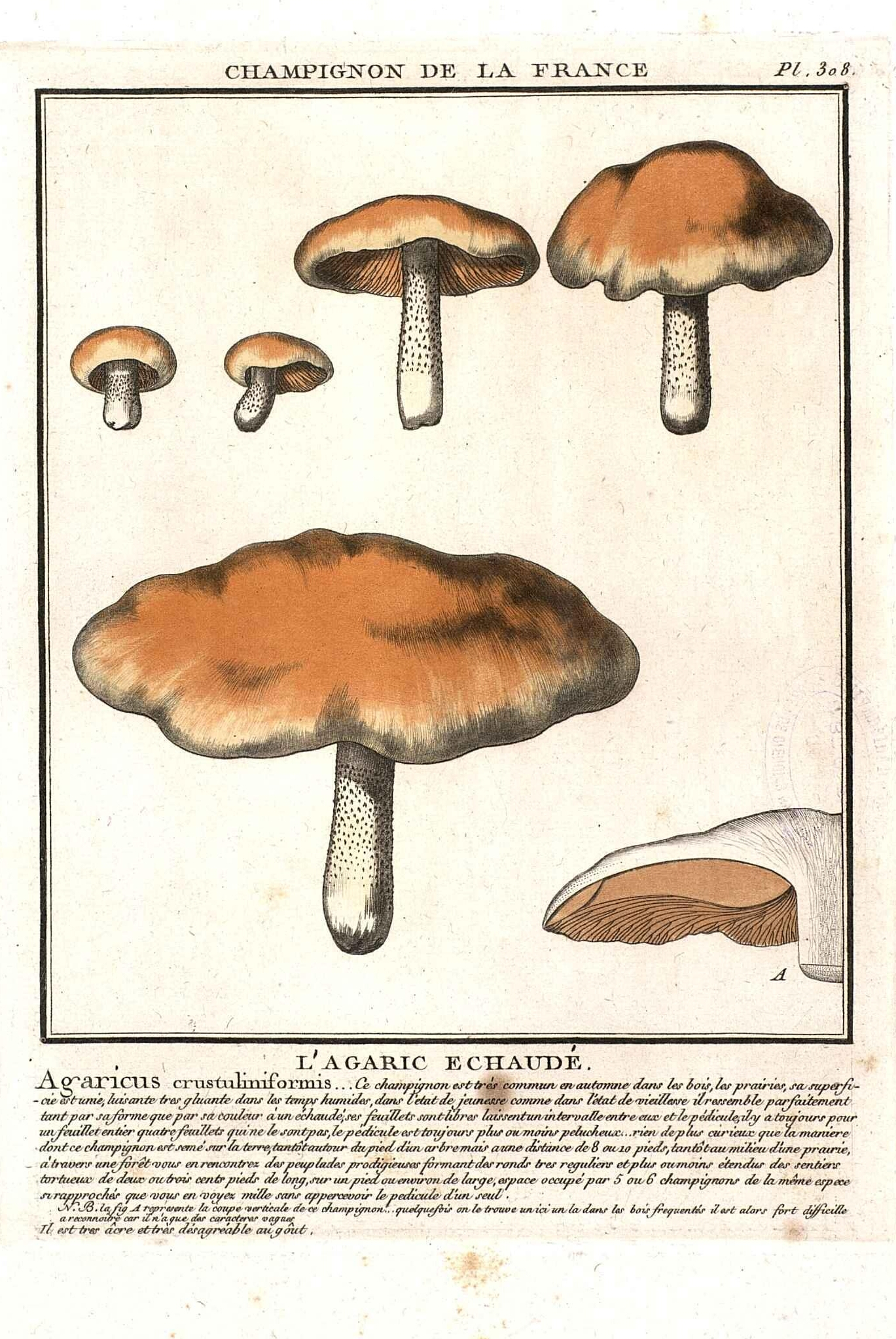
Hebeloma crustuliniforme : illustration botanique de Pierre Bulliard de 1787 sous le nom Agaricus crustuliniformis.

L'absence de cortine et le stipe pruineux sur une assez grande longueur classent Hebeloma crustuliniforme dans la section Denudata - Sous-section Crustuliniformia caractérisée par sa sporée classique pour un Hébélome, l'arête de ses lames munies de pleurs séchant en gouttes brunâtres ainsi que des spores et des cheilocystides déterminantes.
Hebeloma crustuliniforme est, selon Régis Courtecuisse, souvent largement interprétée comme le sont tous les Hébélomes non cortinés et assez pâles.
Le nom Hebeloma crustuliniforme a été utilisé pour représenter un certain nombre de taxons différents d'Hebeloma aujourd'hui considérés comme bien distincts morphologiquement et moléculairement. L'holotype d'H. crustuliniforme est la planche 308 Bulliard de 1787 et aucune de ces interprétations n'est sans ambiguïté, les auteurs modernes ayant appliqué de nombreuses interprétations différentes à ce nom faute de consensus. En effet, la plupart des espèces moyennes à grandes dans les deux sections Denudata et Velutipes Vesterh. ont été dénommée H. crustuliniforme. Les données moléculaires combinées aux résultats des tests d'intercompatibilité d'Aanen et Kuyper publiés précédemment soutiennent la définition de H. crustuliniforme adopté dans cet article comme taxon distinct et comme espèce biologique.

## Description

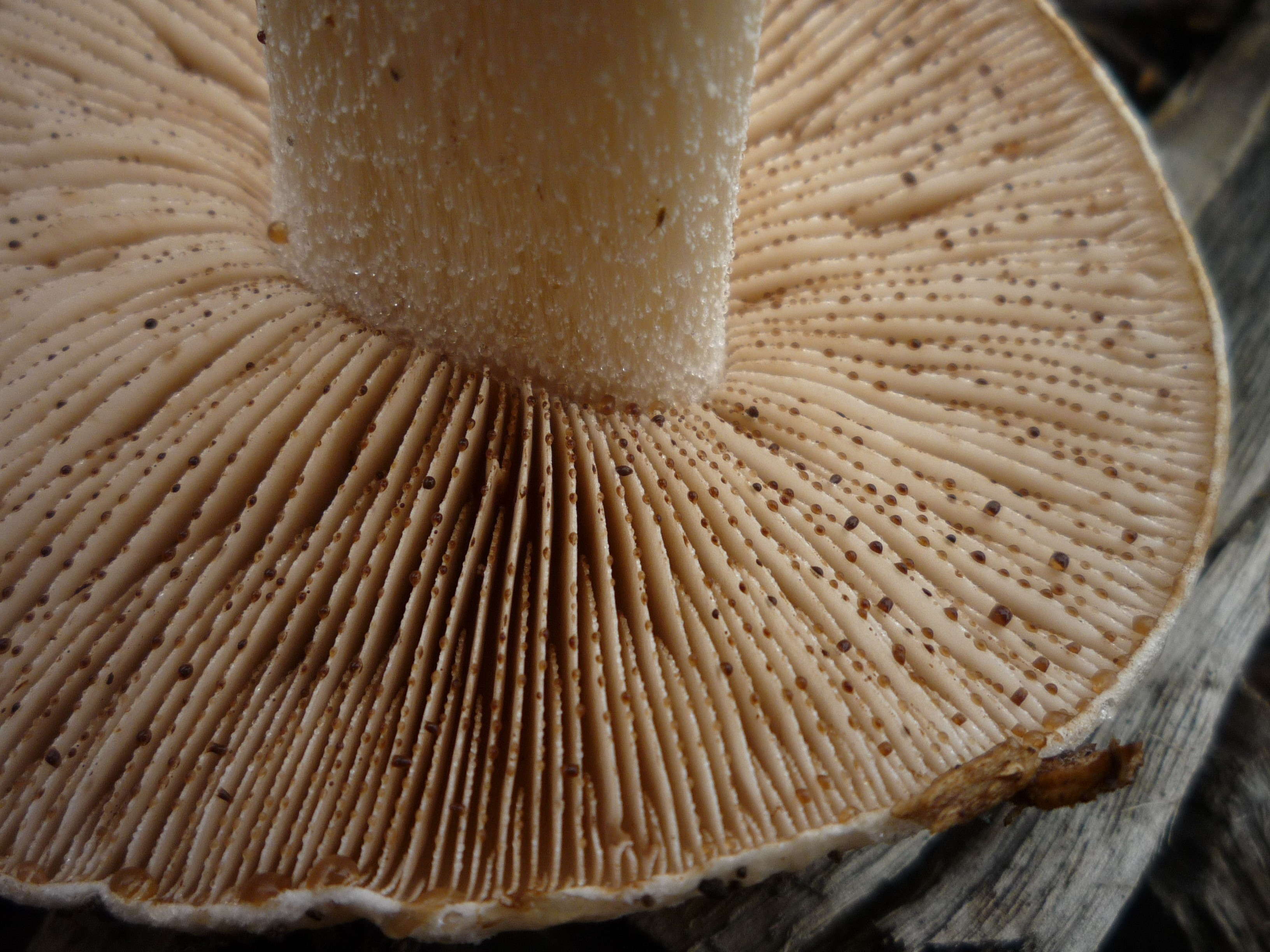
Lames couvertes de gouttelettes de l'Hébélome échaudé.

L'Hébélome échaudé produit un basidiome à chapeau mesurant de 5 à 10 cm de diamètre, convexe, puis s'étalant tout en conservant un mamelon central, coloré d'un blanc ocre à roussâtre, plus clair à la marge et à la cuticule visqueuse par temps humide. Ses Lames sont assez serrées, dentelées, blanchâtres, puis colorée par une sporée ocre. Elles se couvrent de gouttelettes brunâtres translucides par temps humide. Son pied, mesurant de 5 à 10 cm, est blanchâtre taché de roux vers le bas et un peu bulbeux à la base. Sa chair est assez épaisse et blanche. L'ensemble présente une odeur nette de radis et une saveur amère,.

## Habitat
Assez commun en été et en automne sous feuillus ou conifères, l'Hébélome échaudé peut pousser en troupes nombreuses le long des chemins, des fossés, voire dans les pelouses. Il s'agit d'un champignon mycorhizien pionnier,.

## Toxicité
Pour un article plus général, voir Intoxication par les champignons.
Quoique moins toxique que son voisin l'Hébélome brûlant (Hebeloma sinapizans), il s'agit d'une espèce sans intérêt et à rejeter, pouvant se révéler très indigeste,.

## Espèces proches et confusions possibles
L'espèce la plus proche est Hebeloma sinapizans, plus massif, on peut également citer Hebeloma mesophaeum, Hebeloma strophosum ou Hebeloma radicans. Les hébélomes sont intéressants pour la sylviculture mais aucun n'est comestible,.
On veillera à ne pas prendre ces Hébélomes pour des Tricholomes. Concernant l'Hébélome échaudé, l'odeur de radis et le brunissement des lames permettent d'éviter la confusion,.

## Synonymie
Hebeloma crustuliniforme a pour synonymes :
- Agaricus crustuliniformis Bull.(basionyme)
- Agaricus crustuliniformis f. inodora Britzelm.
- Agaricus crustuliniformis var. minor Cooke
- Agaricus diffractus Fr.
- Agaricus elatus var. longicaudus (Pers.) Pers.
- Agaricus longicaudus Pers.
- Agaricus longicaudus Wasser
- Agaricus longicaudus var. radicatus Cooke
- Agaricus nudipes Fr.
- Agaricus ossa J.F.Gmel.
- Agaricus wasseri Bon & Courtec.
- Derminus crustuliniformis (Bull.) J.Schröt.
- Hebeloma crustuliniforme f. microspermum Hongo
- Hebeloma crustuliniforme var. alba Killerm.
- Hebeloma crustuliniforme var. brevipes Murrill
- Hebeloma crustuliniforme var. longicaudum (Pers.) Quadr.
- Hebeloma crustuliniforme var. minor (Cooke) Cooke
- Hebeloma crustuliniforme var. minor (Cooke) Massee
- Hebeloma crustuliniforme var. tiliae Bresinsky
- Hebeloma crustuliniforme var. tunetanum Pat.